# Ipaneminha
Ipaneminha é um bairro do município brasileiro de Ipatinga, no interior do estado de Minas Gerais. Localiza-se no distrito Barra Alegre, estando situado na Regional IX. De acordo com o Instituto Brasileiro de Geografia e Estatística (IBGE), em 2010 sua população era de 582 habitantes. Possui área de 50,4 km² conforme a prefeitura, sendo então o maior em extensão de Ipatinga.
Integra a zona rural municipal juntamente com os outros bairros da Regional IX (Tribuna e Pedra Branca).

## História e descrição

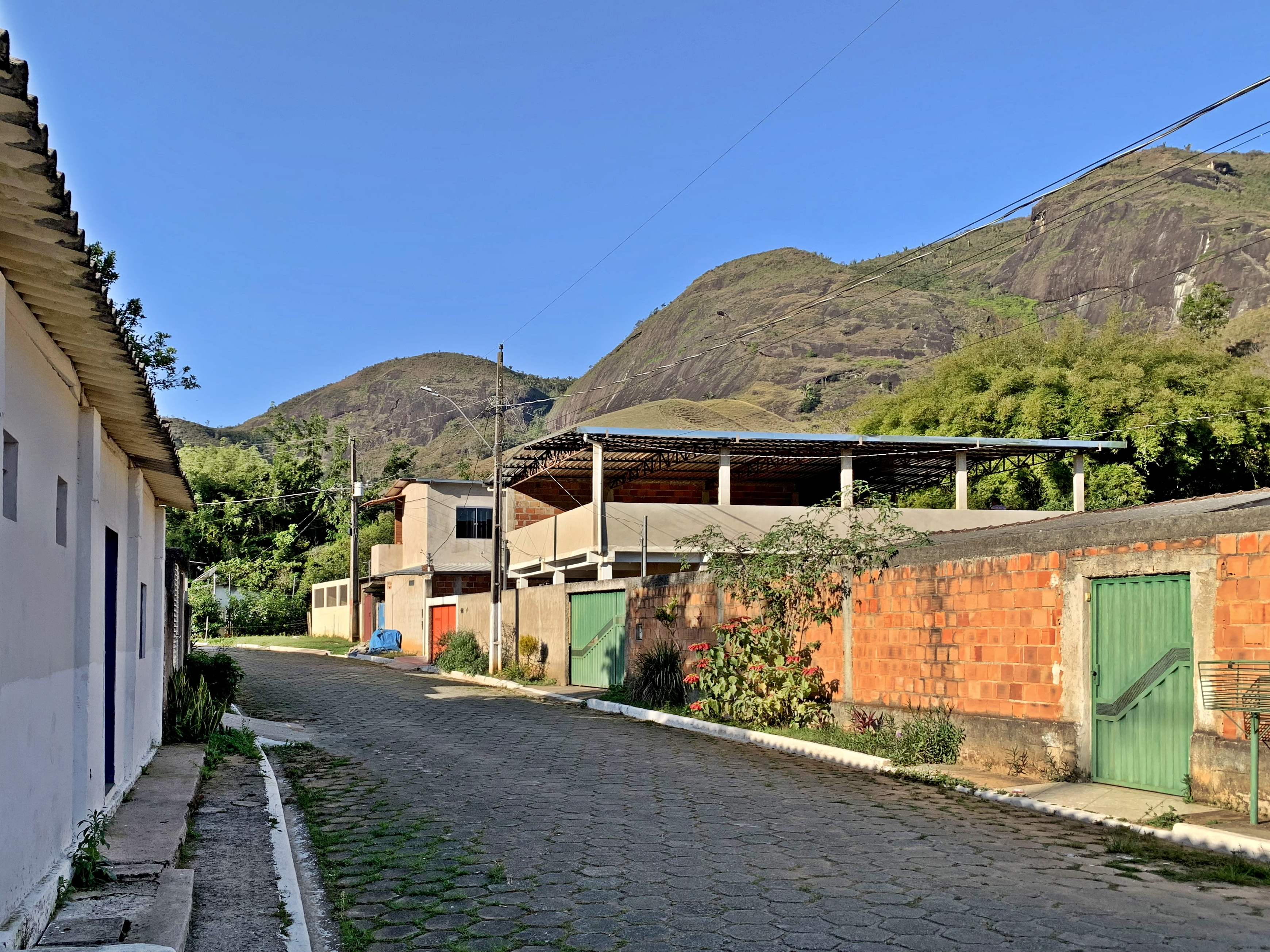
Rua do Ipaneminha com relevo acidentado ao fundo

Seu surgimento está relacionado à passagem de tropeiros, que usavam o local como ponto de parada no começo do século XX. Situado na região da nascente do ribeirão Ipanema, o núcleo urbano do bairro tem como principal atrativo a Igreja São Vicente de Paulo, mais conhecida como Igreja do Ipaneminha, que foi construída em madeira e inaugurada em junho de 1954. Foi tombada como patrimônio cultural ipatinguense pelo decreto nº 3.580, de 3 de setembro de 1996.
No Ipaneminha está localizada a sede do Congado Nossa Senhora do Rosário, conhecido como Congado do Ipaneminha. Fundado em 1925, suas origens remontam ao início do povoamento dessa área. O Clube Dançante Nossa Senhora do Rosário, sede do congado, e o próprio grupo também são tombados como patrimônio cultural municipal. Outro ponto de referência da localidade é a praça central (Praça João André dos Santos), que é um espaço de convívio da comunidade, ao lado da Igreja São Vicente de Paulo, e também recebe alguns eventos públicos. Uma tradição do lugar é a Festa de Nossa Senhora do Rosário, com apresentações do congado, missas especiais e outros festejos que atraem centenas de frequentadores.
Territorialmente, o bairro Ipaneminha abrange outros povoados da zona rural de Ipatinga, como Córrego dos Lúcios e Ipanemão. A localidade possui uma considerável área de mata preservada e diversos cursos hídricos. No Ipanemão (ou Alto Ipanema) é onde se encontra a nascente do ribeirão Ipanema, que corta a cidade de Ipatinga antes de chegar à foz no rio Doce. O acesso ao bairro se dá pela Estrada do Ipaneminha, que é marcada pelas grandes inclinações em alguns trechos, devido à elevação da altitude.
A agricultura familiar se faz presente na comunidade, além da produção de doces caseiros, queijos e artesanato. Os atrativos históricos e culturais já ressaltados são complementados pela existência de bens naturais visitáveis, como cachoeiras, piscinas naturais e trilhas, com locais adequados à prática de caminhadas, ciclismo e motociclismo. No Ipaneminha existem empreendimentos voltados ao turismo, com a presença de sítios, propriedades rurais e locais para hospedagem.